# كريس باركر (موسيقي)
كريس باركر (بالإنجليزية: Chris Parker)‏ هو موسيقي وطبال أمريكي، ولد في القرن العشرين.

## وصلات خارجية
- كريس باركر على موقع ميوزك برينز (الإنجليزية)
- كريس باركر على موقع ميوزك برينز (الإنجليزية)
- كريس باركر على موقع أول ميوزيك (الإنجليزية)
- كريس باركر على موقع ديسكوغز (الإنجليزية)